# Hidroeléctrica de Cahora Bassa
A Hidroelétrica de Cahora Bassa (HCB) é uma empresa moçambicana, criada em 23 de Junho de 1975, situada na vila de Songo, província de Tete, constituída por meio de Acordo entre o Governo colonial português e a Frelimo, nos termos do deliberado nas resoluções de 4 de Junho de 1975 e de 10 de Novembro de 1975, do Conselho de Ministros do Governo Português.

## Criação da HCB
A HCB, inserida no Plano Integrado de Desenvolvimento do Vale do Zambeze, tem como principal ação a produção de energia elétrica a partir da barragem de Cahora Bassa (5 grupos de 400 MW cada, 2.075 MW de potência instalada). A construção da barragem foi iniciada pelos portugueses sob a administração de um consórcio formado por Portugal, França, África do Sul, Alemanha e Itália.
Nos termos das resoluções atrás referidas, o Governo Português nomeou, em 4 Junho de 1975,  António da Silva Martins como Administrador da HCB,  por parte do Estado, e que veio a ser eleito o primeiro PCA da Hidroelétrica de Cahora Bassa, triénios 1975-77 e 1978-80.
A HCB entrou em exploração comercial em Junho de 1979, com a quase totalidade (90%) da energia produzida na barragem de Cahora Bassa a ser fornecida à empresa estatal Sul Africana, Eskom (Electricity Supply Commission), através de 1.400 km de linhas de transporte de corrente contínua de alta tensão (HVDC), ao custo de 0,3 cêntimos do rand/kWh.
Uma pequena parte da energia recebida era reinjectada pela Eskom na rede elétrica moçambicana, no sul do País, na região de Maputo para consumo de Moçambique (através de um contrato de venda,  55 MWh em 1975; 100 MWh em 1980; e 150 MWh, nos anos seguintes).

## 1980-98 Impacto da Guerra Civil de Moçambique na HCB
Em finais de 1970, a seguir à independência de Moçambique (1975), o país envolveu-se numa guerra civil que se caracterizou por um elevado grau de destruição das infraestruturas existentes, entre elas a das linhas de transporte da energia elétrica.
Como consequência, o transporte de energia elétrica da barragem de Cahora Bassa para a África do Sul foi permanentemente interrompido, durante anos, desde Dezembro de 1980 até Junho 1998.

## 1997 - Reabilitação da HCB
O enorme esforço financeiro despendido com a reabilitação do sistema de transporte de energia, destruído durante a guerra civil, levou a HCB a celebrar um novo contrato de fornecimento de energia, agora com a ZESA (Zimbabwe Electricity Supply Authority), para um máximo de 500 MWh. O início do fornecimento de energia à ZESA, verificou-se a 1 de Dezembro de 1997, depois de construída, até ao Zimbabué, uma linha de transporte, em corrente alternada, com cerca de 250 Km. Com a assinatura deste contrato, a Eskom deixou de ser o comprador exclusivo de energia da HCB.

## 1974-2004 - Evolução Tarifária
Com base no primeiro contrato celebrado entre o Governo Português e a Electricity Supply Commission - ESKOM, a 19 de Setembro de 1969, o fornecimento da energia de Cahora Bassa à África do Sul, em Janeiro de 1974, era pago a 0,3 cR/kWh (cêntimos de Rand por quilowatt por hora), valor este influenciado pelo baixo preço do carvão "pobre" da África do Sul, utilizado na produção das centrais termoeléctricas da Eskom.
Em 2 de Maio de 1984 foi acordado que a tarifa da energia a fornecer à África do Sul,  logo que a rede elétrica da HCB, destruída durante a guerra civil, entrasse em funcionamento, seria de 0,9 cR/kWh.
Em Novembro de 1987, com o objetivo de prestar assistência aos Governos de Portugal, África do Sul e Moçambique, nos domínios técnico e económico do empreendimento de Cahora Bassa, foi criada, no decorrer de uma reunião entre os três Governos, realizada em Pretória, a Comissão Conjunta Permanente - PJC.
Em resultado do acordado na 1ª reunião da PJC, realizada em Lisboa, a 19 e 20 de Janeiro de 1988, a tarifa da energia de Cahora Bassa foi atualizada a para 2 cR/kWh, valor este igual ao custo marginal da produção da Eskom, e considerado como sendo o valor máximo que a empresa estaria disponível para pagar à HCB.
O baixo valor da tarifa em 1988, 2cR/kWh, associado às sucessivas desvalorizações que o rand vinha sofrendo (de 1984 a 1988, desvalorizou 44,5% face ao USD), e ao facto da dívida da HCB estar maioritariamente (>75%) expressa naquela divisa, afectava seriamente a viabilidade económica e financeira do projecto de Cahora Bassa.
Na reunião realizada, no âmbito da Delegação Portuguesa à Comissão Conjunta Permanente - PJC (sigla em inglês), em Julho de 1998, no Vimeiro, as partes acordaram propor ao Electricity Council (entidade responsável pelas políticas para o sector elétrico da África do Sul) que a tarifa fosse actualizada para 4cR/kWh, o dobro do valor fixado em 1988. Mas a proposta não veio a ser superiormente aceite, o que deu origem à criação de um  diferendo tarifário entre a HCB e a Eskom.
Perante o diferendo criado, que só agravava a debilidade económico financeira da HCB, o Governo Português nomeou (Despacho nº 22 294/2002, 2ª série, de 03 de Outubro de 2002 - DR Nº 240 de 17/10/2002) Luís Mira Amaral para Chefe da Delegação Portuguesa à PJC; e a HCB, a 18 de Outubro de 2002, suspendeu o fornecimento de energia à Eskom.
A 15 de Agosto de 2003, por proposta do Governo Português, Joaquim Serrão da Silva Correia é eleito Presidente do Conselho de Administração da HCB, para triénio 2003-07.
Nas palavras do novo PCA da HCB, a conclusão das negociações com a Eskom, impunha-se com a maior prioridade: "As relações tripartidas entre Moçambique, África do Sul e Portugal não esgotaram ainda a possibilidade de se encontrar um consenso, que aguardamos seja possível na próxima reunião conjunta da PJC, ainda este ano. A questão tarifária é decisiva para o futuro da HCB e, como é conhecido, a África do Sul está a pagar a energia fornecida pela HCB a preços muitíssimo abaixo dos do mercado."(in "Transição em Cahora Bassa" - Revista Espaço África, DATA ESPAÇOS editores S.A. - grupo Lusosinal, Lisboa, Setembro/Novembro 2003)
Não obstante a complexidade das negociações tarifárias (metodologia PPA "Power Purchase Agreement"), o elevado empenho de Portugal, África do Sul e Moçambique, e da HCB, na condução das mesmas, conseguiu levar as partes a chegarem a acordo sobre o novo valor da tarifa: 7,4 cR/kWh (o dobro do que estava a ser pago), a vigorar, desde logo, em 2004, e 12,5 cR/kWh, a vigorar em para 2007.
Com o acordo alcançado, pôs-se termo à disputa tarifária que vinha existindo, e criaram-se condições para que Portugal e Moçambique pudessem, favoravelmente, concluir, com celeridade, as negociações sobre o dossier "REVERSÃO" da HCB.

## 2007 - Reversão da HCB para o Estado Moçambicano
Resolvido o diferendo tarifário existente e revistos os contratos da HCB com a Eskom, a EDM, e a ZESA, o Estado Português e o Estado Moçambicano entraram em negociações sobre o dossier  "Reversão", e rapidamente chegaram a acordo : (i) a  2 de Novembro de 2005, em Lisboa, com a assinatura de um Memorando de entendimento em que o Governo Português acorda vender ao Governo Moçambicano, 67% do capital social da HCB, por 950 milhões USD; (ii)  a 31 de Outubro de 2006, em Maputo, com a assinatura do acordo definitivo, estabelecendo que Portugal receberia no imediato 250 milhões USD, e os restantes 700 milhões até 31 de Dezembro de 2007;
A 27 de Novembro de 2007, Moçambique liquidou os restantes 700 milhões de USD, nos termos do estabelecido no acordo definitivo de 31 de Outubro, consubstanciando, nesta data, a Reversão da HCB para o Estado Moçambicano, com a transferência, naquela data, da gestão da empresa para o governo de Moçambique e a substituição, do Presidente do CA em exercício, o português Joaquim Serrão da Silva Correia, pelo moçambicano Paulo Muxanga, antigo Ministro dos Transportes e Comunicações do Governo de Moçambique.

## Prémios
A empresa, classificada entre as maiores de Moçambique, foi distinguida com os prémios "Arco Europa" atribuído pelo Business Iniciative Directions, em Frankfurt (2001); maior destaque para ações de responsabilidade social pela "Ernest&Young" (2007), e pelo Conselho Nacional do Voluntário (2012).

## Modernização e Prolongamento da vida útil do equipamento
Em Dezembro de 2022, a empresa recebeu dois empréstimos internacionais para melhorar a sua capacidade de produção:
- Grupo do Banco Africano de Desenvolvimento, no valor de €125 milhões para modernizar o sistema de produção de electricidade;[17]
- Agência Francesa de Desenvolvimento, no valor de €122 milhões com o objectivo de prolongar o tempo de vida útil do equipamento em mais de 25 anos.[18]

Este endividamento foi criticado por uma organização não-governamental por conterem um elevado risco financeiro, com uma série de pagamentos financeiros por muitos anos.